# Baisalinidae
Baisalinidae es una familia de foraminíferos bentónicos de la Superfamilia Cornuspiroidea, del Suborden Miliolina y del Orden Miliolida. Su rango cronoestratigráfico abarca desde el Ufimiense (Pérmico inferior) hasta el Murgabiense (Pérmico superior).

## Clasificación
Baisalinidae incluye a los siguientes géneros:
- Baisalina †
- Nikitinella †
- Pseudobaisalina †
- Septagathammina †, también considerada en la familia Neodiscidae